# Tour de Corse 1974
Le Tour de Corse 1974 (18e Tour de Corse), disputé du 30 novembre au 1er décembre 1974, est la vingt-et-unième manche du championnat du monde des rallyes (WRC) courue depuis 1973, la huitième et dernière manche du championnat du monde des rallyes 1974 (WRC). C'est également l'avant-dernière épreuve du championnat de France des rallyes.

## Contexte avant la course

### Le championnat du monde
Le premier choc pétrolier a réduit à huit épreuves le Championnat Mondial des Rallyes pour Marques, les manches suédoise, néo-zélandaise et grecque ayant été annulées. Dernier rallye de la saison, le Tour de Corse débute seulement dix jours après l'arrivée du Rallye RAC. Les épreuves du championnat sont réservées aux voitures des catégories suivantes :
- Groupe 1 : voitures de tourisme de série
- Groupe 2 : voitures de tourisme spéciales
- Groupe 3 : voitures de grand tourisme de série
- Groupe 4 : voitures de grand tourisme spéciales

Au départ de cette dernière manche, rien n'est joué pour l'attribution du titre mondial entre Lancia et Fiat. Bénéficiant de onze points d'avance sur son adversaire, Lancia a toutefois la faveur des pronostics, une quatrième place suffisant à lui assurer la victoire au championnat. Les chances de Fiat sont donc relativement minces, d'autant que le Spider 124 Abarth s'est montré moins performant que la Stratos lors des dernières confrontations.

### L'épreuve
Surnommé le rallye aux 10000 virages, le Tour de Corse fut créé en 1956, à l'initiative du docteur Jean Sermonard et du comte Peraldi. Épreuve non-stop avec moyenne minimale imposée lors des premières années, ce rallye automnal doit sa notoriété à son parcours très sélectif. Bien que longtemps cantonné au cadre du championnat de France, le Tour de Corse a cependant rapidement acquis une réputation internationale. Depuis 1963, le classement général est essentiellement basé sur les tronçons chronométrés, mais les temps imposés sur le parcours de liaison ajoutent à la difficulté de l'épreuve, souvent sujette à des conditions météorologiques difficiles. Intégré au championnat d'Europe en 1972, il devient logiquement la manche française du championnat du monde en 1973. Les trois dernières éditions ont été dominées par les berlinettes Alpine, le dernier vainqueur en date étant Jean-Pierre Nicolas.

## Le parcours
- départ : 30 novembre 1974 de Bastia
- arrivée : 1er décembre 1974 à Bastia

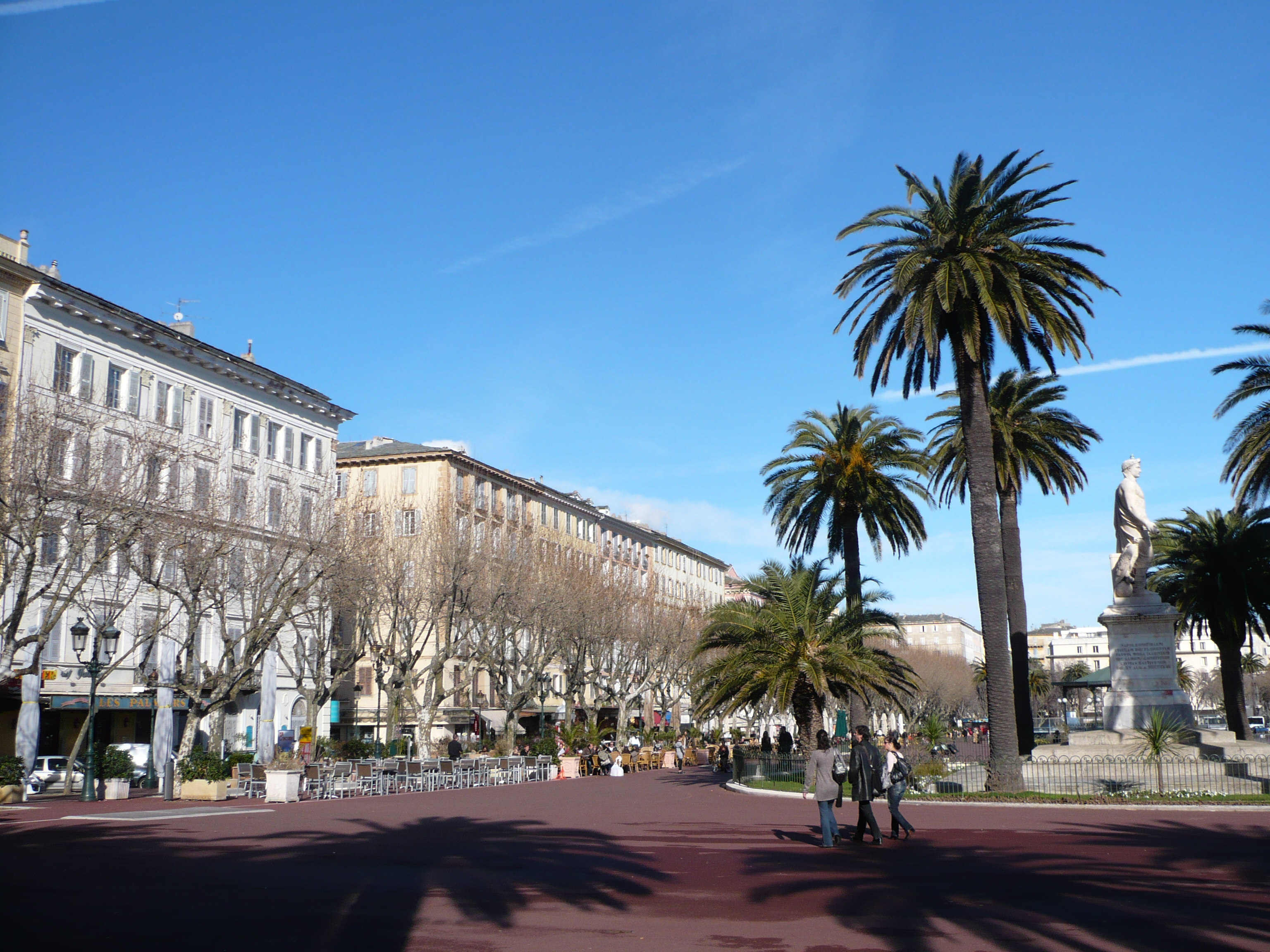
Le départ et l'arrivée du rallye se déroulent à Bastia

- distance : 1 292 km dont 374,9 km sur 14 épreuves spéciales
- surface : asphalte
- Parcours divisé en deux étapes[4]

### Première étape
- Bastia - Ajaccio, le 30 novembre
- 6 épreuves spéciales, 165,8 km

### Deuxième étape
- Ajaccio - Bastia, le 1er décembre
- 8 épreuves spéciales, 209,1 km

## Les forces en présence
- Fiat

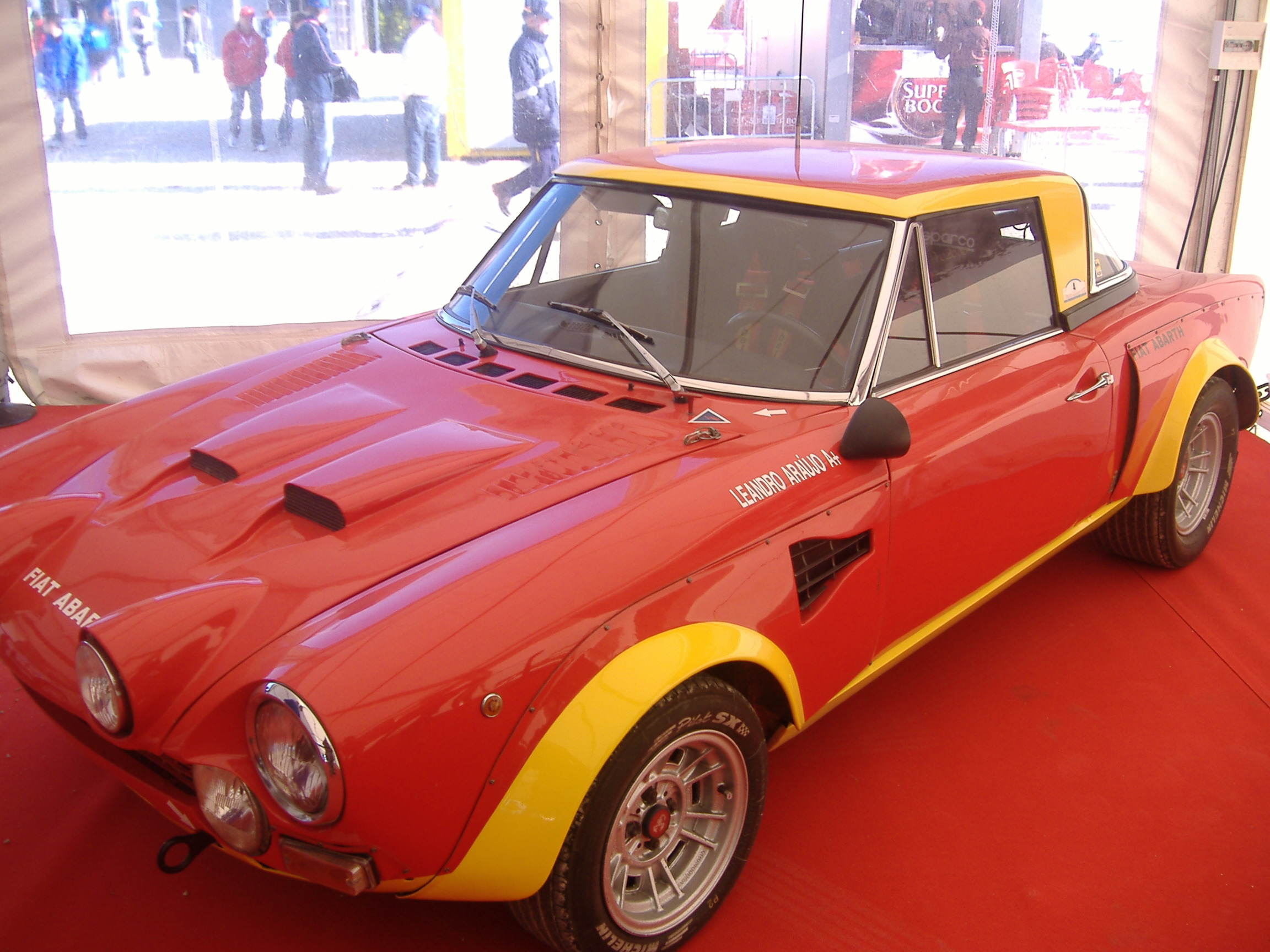
Cinq spiders 124 Abarth officiels sont au départ.

Jouant le titre mondial face à Lancia, Fiat dispose de cinq spiders 124 Abarth groupe 4, dans leur dernière évolution : moteur seize soupapes 1750 cm3, 190 à 200 chevaux à 8000 tr/min, 940 kg. Appelé en renfort pour la circonstance, Bernard Darniche, spécialiste de l'épreuve, épaule Markku Alén, Raffaele Pinto et Alcide Paganelli, la cinquième voiture étant confiée au pilote essayeur de la marque, Giorgio Pianta. Pour remporter le titre mondial, le constructeur turinois doit gagner la course, tout en empêchant Lancia d'accéder à la cinquième place, un scénario pour lequel Darniche constitue le meilleur atout de l'équipe. En cas d'abandon des Lancia, une troisième place suffirait à Fiat pour terminer à la première place du championnat. Contrairement à ses coéquipiers chaussés par Pirelli, Darncihe utilise des pneus Michelin.
- Lancia

La Scuderia Lancia a engagé trois Stratos HF groupe 4 à moteur V6 2400 cm3, dont une à version 24 soupapes (280 chevaux à 7200 tr/min) confiée à Sandro Munari. Les deux autres, en version 12 soupapes (240 chevaux à 7200 tr/min), sont pilotées par Jean-Claude Andruet et Amilcare Ballestrieri. La quatrième voiture officielle est un coupé Beta groupe 4 1800 cm3, dont la puissance a été ramenée de 200 à 185 chevaux afin de privilégier la souplesse du moteur sur les spéciales corses ; il est piloté par Mauro Pregliasco. Les trois Stratos sont équipées de pneus Pirelli, le coupé Beta de pneus Dunlop.
- Alpine-Renault

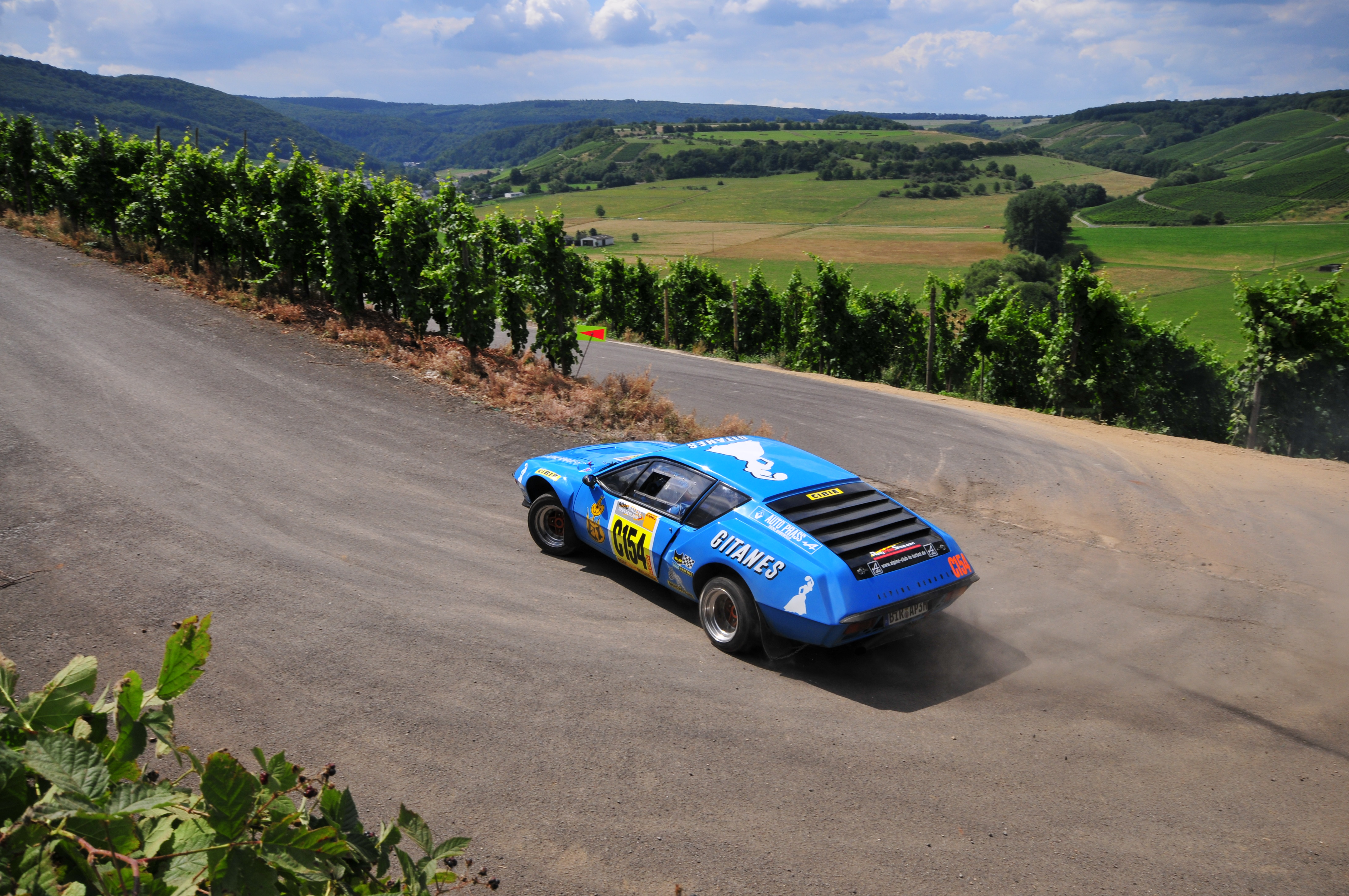
L'Alpine A310 groupe 4 (ici lors d'un rallye historique) débute en championnat du monde à l'occasion du Tour de Corse.

Alpine est une nouvelle fois le constructeur le plus représenté, avec un total de 29 voitures au départ, dont six engagées par l'usine. Vainqueur l'année précédente, Jean-Pierre Nicolas dispose à nouveau d'une berlinette A110 groupe 4 (moteur préparé par Mignotet, 1800 cm3, 175 chevaux, 710 kg). Jean-Pierre Manzagol, Jacques Henry et Francis Serpaggi (ces deux derniers récemment incorporés à l'équipe officielle) disposent de montures identiques. Jean-Luc Thérier pilote une Alpine A310 groupe 4, qui dispose également du moteur 1800 cm3 Mignotet. La sixième voiture officielle, pilotée par Gérard Larrousse est une A110 bis, une berlinette disposant de la suspension arrière de l'A310. Les Alpine engagées à titre privé sont exclusivement des berlinettes A110 groupe 4 ou groupe 3.
- Renault

La régie a confié à Jean-François Piot la Renault 17 groupe 2 victorieuse au Press on Regardless avec Jean-Luc Thérier. Ce coupé à roues avant motrices est équipé d'un moteur quatre cylindres de 1800 cm3 développant près de 175 chevaux à 7200 tr/min. Renault vise la victoire de groupe. Quatre Renault 12 Gordini groupe 2 privées sont également au départ, dont celle de Bernard Coëtmeur venu défendre ses chances au championnat de France.
- Opel

La marque allemande compte 19 voitures au départ, la plus en vue étant l'Ascona de Jean-Louis Clarr, engagée par la concession de Marseille, qui vise la victoire en groupe 2. Opel peut également espérer la victoire en groupe 1 grâce aux Commodore de Jean-Louis Barailler ou Henry Greder.
- Alfa Romeo

Le constructeur milanais, par l'intermédiaire de son écurie Autodelta, a confié deux Alfetta groupe 2 (220 chevaux, 1040 kg) à Bernard Béguin et Guy Fréquelin, ces voitures, équipées de pneus Michelin, étant les plus puissantes de leur catégorie. Briguant le titre national en groupe 1, Francis Vincent dispose d'un coupé 2000 GTV "usine". Claude Ballot-Léna prend le départ sur une voiture identique, également engagée par Alfa Romeo France (SOFAR).
- Porsche

Déjà assuré du titre national en groupe 3, Guy Chasseuil a modifié sa Porsche Carrera (engagée par l'importateur Sonauto), devenue groupe 4 après allègement de 50 kg et puissance portée à 275 chevaux à 6800 tr/min, qui en fait la voiture la plus puissante du plateau avec la Stratos de Munari. En GT de série, la Carrera RS de "Gédéhem" vise la victoire de groupe.

## Déroulement de la course

### Première étape

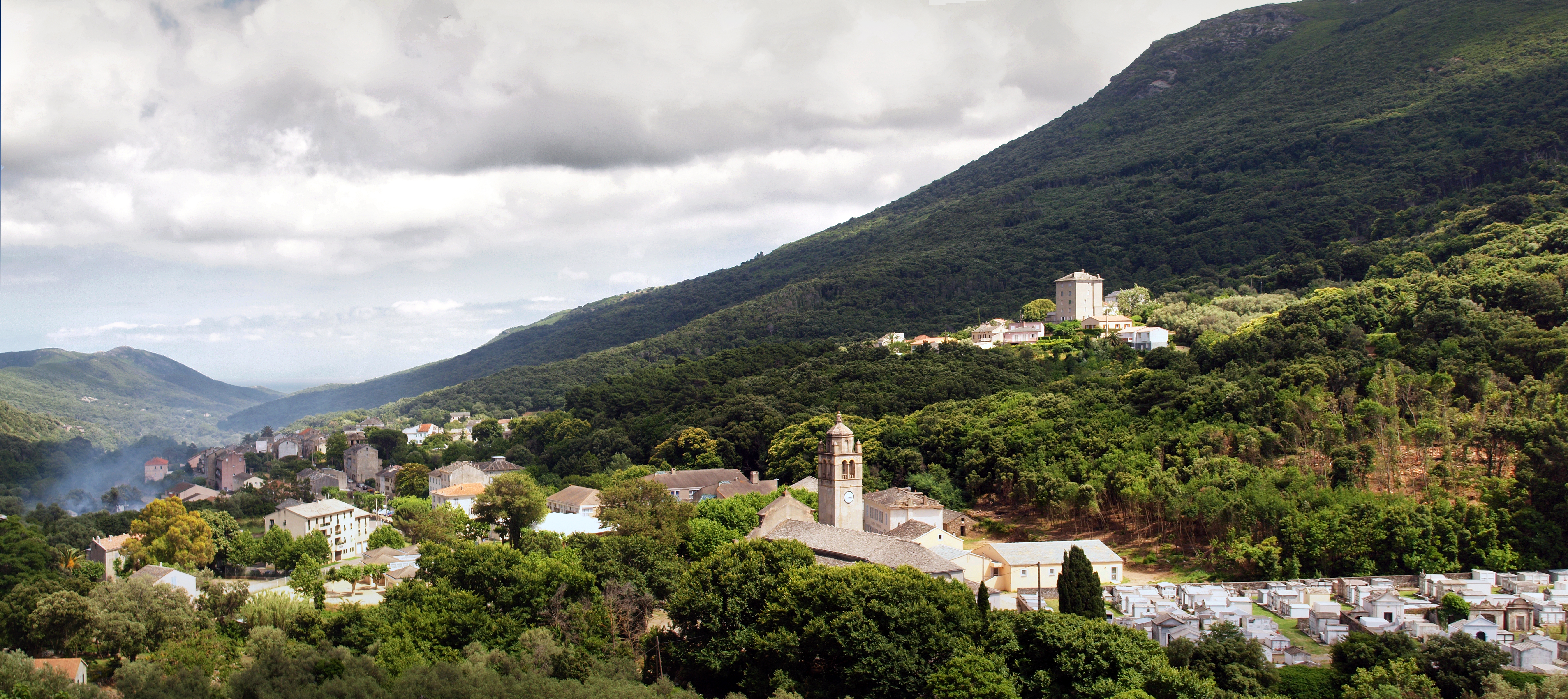
Luri, commune du Cap Corse, point de départ de la première épreuve spéciale.

101 concurrents s'élancent de Bastia le samedi 30 novembre en début d'après-midi, en direction du Cap Corse. S'il fait assez beau en bord de mer, brouillard, neige et verglas sont annoncés à l'intérieur des terres. La première spéciale a lieu tout au nord de l'île, entre Luri et Canari. Les conditions sont bonnes, mais ce secteur va néanmoins être le théâtre de nombreux incidents. C'est tout d'abord Francis Serpaggi qui sort de la route cinq cents mètres après le départ, détruisant son Alpine. Quelques instants plus tard, Jacques Henry, qui attaque très fort, explose le moteur de sa berlinette après seulement cinq kilomètres. Parti une minute après, Claude Ballot-Léna (Alfa Romeo) sort de la route en tentant d'éviter l'Alpine arrêtée et doit également abandonner. Plus loin dans la spéciale, Pianta a perdu une roue arrière. Sa Fiat est en travers de la route et bloque les équipages suivants, qui vont perdre dix à quinze minutes avant que le passage ne soit dégagé. Malgré leur réclamation, l'épreuve ne sera pas annulée, et des pilotes tels Bernard Béguin, Mauro Pregliasco, Jean-Pierre Manzagol et Henry Greder sont d'emblée lourdement pénalisés. C'est Jean-Pierre Nicolas qui, sur sa berlinette A110, s'est montré le plus rapide dans cette spéciale, devançant ses coéquipiers Jean-Luc Thérier (A310) et Gérard Larrousse (A110) ainsi que Jean-Claude Andruet (Lancia Stratos), qui a effectué un tête-à-queue, d'une vingtaine de secondes. Cinquième, la Porsche de Guy Chasseuil devance Bernard Darniche, le plus rapide de l'équipe Fiat. En groupe 2, c'est Jean-Louis Clarr, septième sur son Opel Ascona, qui a pris la tête des opérations.
Les concurrents quittent le Cap Corse pour rejoindre Santo Pietro, d'où est donné le départ de la seconde épreuve spéciale, qui traverse les Agriates. La route est sèche et c'est Manzagol qui réalise la meilleure performance sur sa berlinette, devant Nicolas qui conforte sa position en tête du rallye, avec déjà plus de trente secondes d'avance sur Andruet qui a pris l'avantage sur Thérier. Parmi les favoris, Sandro Munari concède déjà un retard important, le moteur de sa Lancia Stratos ne tournant que sur cinq cylindres. Son coéquipier Pregliasco est sorti de la route avec son coupé Beta et a également perdu de nombreuses minutes. Pilotant la troisième Stratos, Amilcare Ballestrieri compte déjà deux minutes de retard, laissant Andruet seul à défendre les chances de Lancia pour l'attribution du titre mondial.
Les équipages rejoignent ensuite Albertacce, dans la région du Niolo, d'où est donné le départ de la spéciale du col de Vergio. Sur les trente kilomètres de ce secteur chronométré, plus de cinq sont enneigés, aux abords du col situé à près de 1500 mètres d'altitude. Les équipes d'usine ont joué la sécurité et monté des pneus légèrement cloutés ou des pneus neige, sauf Fiat qui laisse partir ses pilotes en pneus 'Racing'. Dans ces conditions, les Alpine se montrent les plus rapides, Nicolas réalisant le meilleur temps devant ses coéquipiers Larrousse et Thérier, portant son avance sur Andruet à plus d'une minute. Le choix de Fiat se révèle catastrophique, Darniche perdant environ treize minutes dans la neige, tandis que son coéquipier Raffaele Pinto a abandonné sur sortie de route. Fulvio Bacchelli est également sorti, mais a pu repartir, ayant perdu une dizaine de minutes sur ce secteur. Markku Alén s'en sort mieux, ne concédant que trois minutes, mais le Finlandais, qui avait pris du retard sur les tronçons secs, ne peut plus viser le haut du classement ; tout espoir de titre mondial est désormais perdu pour le constructeur turinois. En groupe 2, Clarr, pénalisé de douze minutes après changement de sa boîte de vitesses, a dû laisser sa place de leader à Jean-François Piot (Renault 17).
Le rallye rejoint Ajaccio et retrouve des routes sèches pour la partie sud de l'épreuve, disputée de nuit. Les Alpine se mettent une nouvelle fois en évidence sur le tronçon Coti-Chiavari/Stiliccione, où Manzagol et Nicolas font pratiquement jeu égal. Libéré de l'enjeu du titre mondial, Andruet réalise aussi une belle performance, ne concédant que deux secondes à Nicolas. L'écart entre les deux premiers est alors d'une minute et sept secondes. Handicapé par le comportement délicat de son A310, Thérier a perdu sa troisième place au profit de Larrousse. La pointe sud de l'île est ensuite traversée pour rejoindre Porto-Vecchio, sur la côte est, pour le départ de la cinquième spéciale. Malgré une pédale d'accélérateur cassée en milieu d'épreuve, Nicolas réalise le meilleur chrono sur le tronçon Porto-Vecchio/Zonza, devançant Andruet de sept secondes. Ces deux pilotes dominent nettement la course, devant Larrousse et Thérier qui, ralentis par des problèmes d'amortisseurs, ont concédé une minute sur les 38 kilomètres de l'épreuve.
Il reste alors une spéciale à disputer avant le retour vers Ajaccio où les équipages pourront prendre quelques instants de repos. Entre Aullène et Moca-Croce, Andruet attaque et reprend huit secondes à Nicolas. Larrousse a connu quelques soucis mécaniques et s'est fait repasser par Thérier. En groupe 2, Clarr a repris l'avantage sur Piot, qui a perdu dix minutes à cause d'une crevaison. Les concurrents regagnent Campo dell'Oro, où la courte neutralisation (moins de deux heures) va permettre aux équipes d'effectuer les opérations d'assistance des voitures. Sur les 101 équipages au départ, seuls 43 restent en lice.

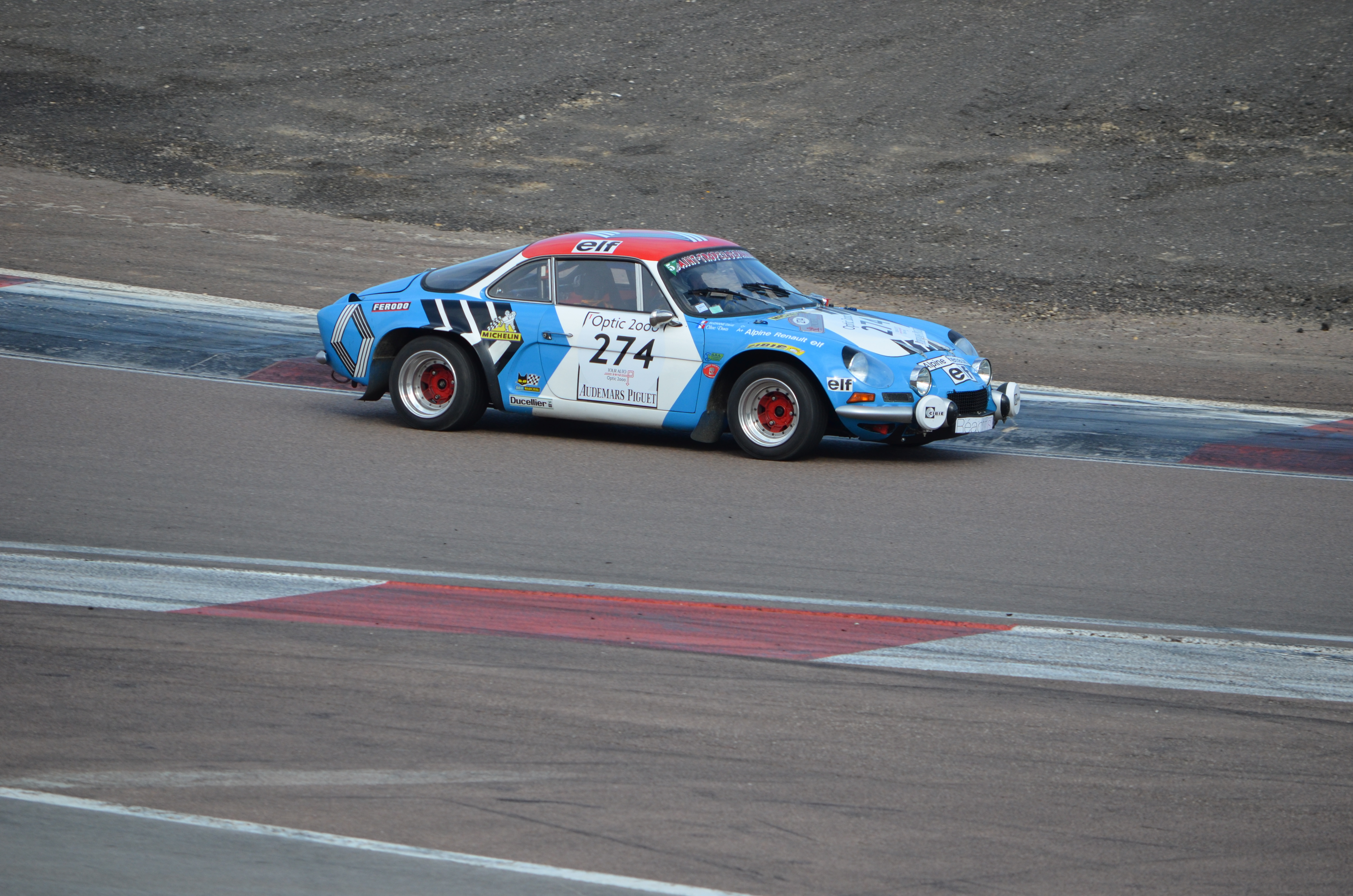
Une Alpine A110 groupe 4 (ici lors d'une manifestation historique) est en tête au terme de la première étape.

| Pos. | Pilote              | Copilote             | Voiture           | Temps           | Écart        | Groupe |
| ---- | ------------------- | -------------------- | ----------------- | --------------- | ------------ | ------ |
| 1    | Jean-Pierre Nicolas | Vincent Laverne      | Alpine A110 1800  | 2 h 05 min 42 s |              | 4      |
| 2    | Jean-Claude Andruet | "Biche"              | Lancia Stratos HF | 2 h 06 min 48 s | + 1 min 06 s | 4      |
| 3    | Jean-Luc Thérier    | Michel Vial          | Alpine A310       | 2 h 08 min 46 s | + 3 min 04 s | 4      |
| 4    | Gérard Larrousse    | Christian Delferrier | Alpine A110 1800  | 2 h 08 min 57 s | + 3 min 15 s | 4      |

### Deuxième étape
La course reprend à deux heures du matin, sous la pluie, en direction de la partie centrale de l’île. La route glissante et le brouillard conviennent parfaitement à Andruet, qui réalise le meilleur temps sur le tronçon Tavera-Bastelica, reprenant 44 secondes à Nicolas, réduisant son retard à seulement 22 secondes. Dans la spéciale suivante, il se montre à nouveau le plus rapide, gagnant deux secondes au kilomètres par rapport à ses principaux adversaires, si bien qu'au contrôle de Cauro il prend la tête de la course, avec quinze secondes d'avance sur Nicolas. Thérier et Larrousse occupent toujours les troisième et quatrième places, mais leur retard s'élève désormais à plus de quatre minutes. Les suivants sont très loin, Ballestrieri, cinquième, comptant alors plus de huit minutes de retard sur son coéquipier Andruet ! Ce dernier enfonce le clou dans le tronçon suivant (reliant Palneca à Ghisoni), portant son avance à près d'une minute. Ballestrieri est sorti de la route, il ne reste plus qu'une seule Lancia en course. Nicolas parvient à réduire l'écart d'une vingtaine de secondes dans le secteur suivant, mais Andruet réagit aussitôt et conforte ensuite sa position en tête, d'autant que Nicolas va être retardé par une crevaison lui valant une minute de pénalisation. Malgré une alerte du côté de l'alternateur, Andruet rejoint Bastia en tête, remportant son troisième Tour de Corse et permettant à Lancia de s'octroyer brillamment le titre mondial. Il devance quatre Alpine, Nicolas second devançant Thérier et Manzagol, auteur d'une belle remontée, Larrousse ayant rétrogradé à la cinquième place à cause d'ennuis de moteur en fin de parcours. Bacchelli est sixième sur l'unique Fiat rescapée, à plus d'une demi-heure du vainqueur, alors que Clarr, septième, remporte le groupe 2 et s'assure le titre de champion de France de la catégorie.
Seuls les douze premiers concurrents ont regagné Bastia dans les délais. En raison des conditions exceptionnelles dans lesquelles la course s'est déroulée, les organisateurs ont classé les 24 équipages ayant rejoint l'arrivée dans la période de mise à disposition du parcours.

### Classements intermédiaires
Classements intermédiaires des pilotes après chaque épreuve spéciale.

### Classement général
| Pos | No | Pilote               | Copilote                | Voiture                | Temps           | Écart             | Groupe |
| --- | -- | -------------------- | ----------------------- | ---------------------- | --------------- | ----------------- | ------ |
| 1   | 2  | Jean-Claude Andruet  | "Biche"                 | Lancia Stratos HF      | 4 h 49 min 10 s |                   | 4      |
| 2   | 10 | Jean-Pierre Nicolas  | Vincent Laverne         | Alpine A110 1800       | 4 h 52 min 38 s | + 3 min 28 s      | 4      |
| 3   | 7  | Jean-Luc Thérier     | Michel Vial             | Alpine A310            | 5 h 12 min 09 s | + 22 min 59 s     | 4      |
| 4   | 24 | Jean-Pierre Manzagol | Jean-François Filippi   | Alpine A110 1800       | 5 h 14 min 43 s | + 25 min 33 s     | 4      |
| 5   | 3  | Gérard Larrousse     | Christian Delferrier    | Alpine A110 1800       | 5 h 16 min 47 s | + 27 min 37 s     | 4      |
| 6   | 5  | Fulvio Bacchelli     | Bruno Scabini           | Fiat 124 Abarth Spider | 5 h 26 min 27 s | + 37 min 17 s     | 4      |
| 7   | 16 | Jean-Louis Clarr     | Jean-François Fauchille | Opel Ascona            | 5 h 33 min 57 s | + 44 min 47 s     | 2      |
| 8   | 12 | Jean-François Piot   | Jacques Jaubert         | Renault 17 Gordini     | 5 h 37 min 45 s | + 48 min 35 s     | 2      |
| 9   | 37 | Jean-Marie Soriano   | Robert Simonetti        | Alpine A110 1800       | 6 h 08 min 38 s | + 1 h 19 min 28 s | 4      |
| 10  | 19 | Guy Fréquelin        | Jean Thimonier          | Alfa Romeo Alfetta     | 6 h 09 min 57 s | + 1 h 20 min 47 s | 2      |

### Classements par groupe

#### Groupe 1
| Pos | no  | Pilote          | Copilote          | Voiture     | Temps           | Écart         | Class. général        |
| --- | --- | --------------- | ----------------- | ----------- | --------------- | ------------- | --------------------- |
| 1   | 118 | Antoine Paccini | Antoine Canarelli | Opel Ascona | 9 h 09 min 19 s |               | 18e à 4 h 20 min 09 s |
| 2   | 110 | Bastid          | Petroni           | NSU TTS     | 9 h 11 min 28 s | + 2 min 09 s  | 19e à 4 h 22 min 18 s |
| 3   | 117 | Bastelica       | Sanna             | Opel Ascona | 9 h 43 min 24 s | + 34 min 05 s | 22e à 4 h 54 min 14 s |

#### Groupe 2

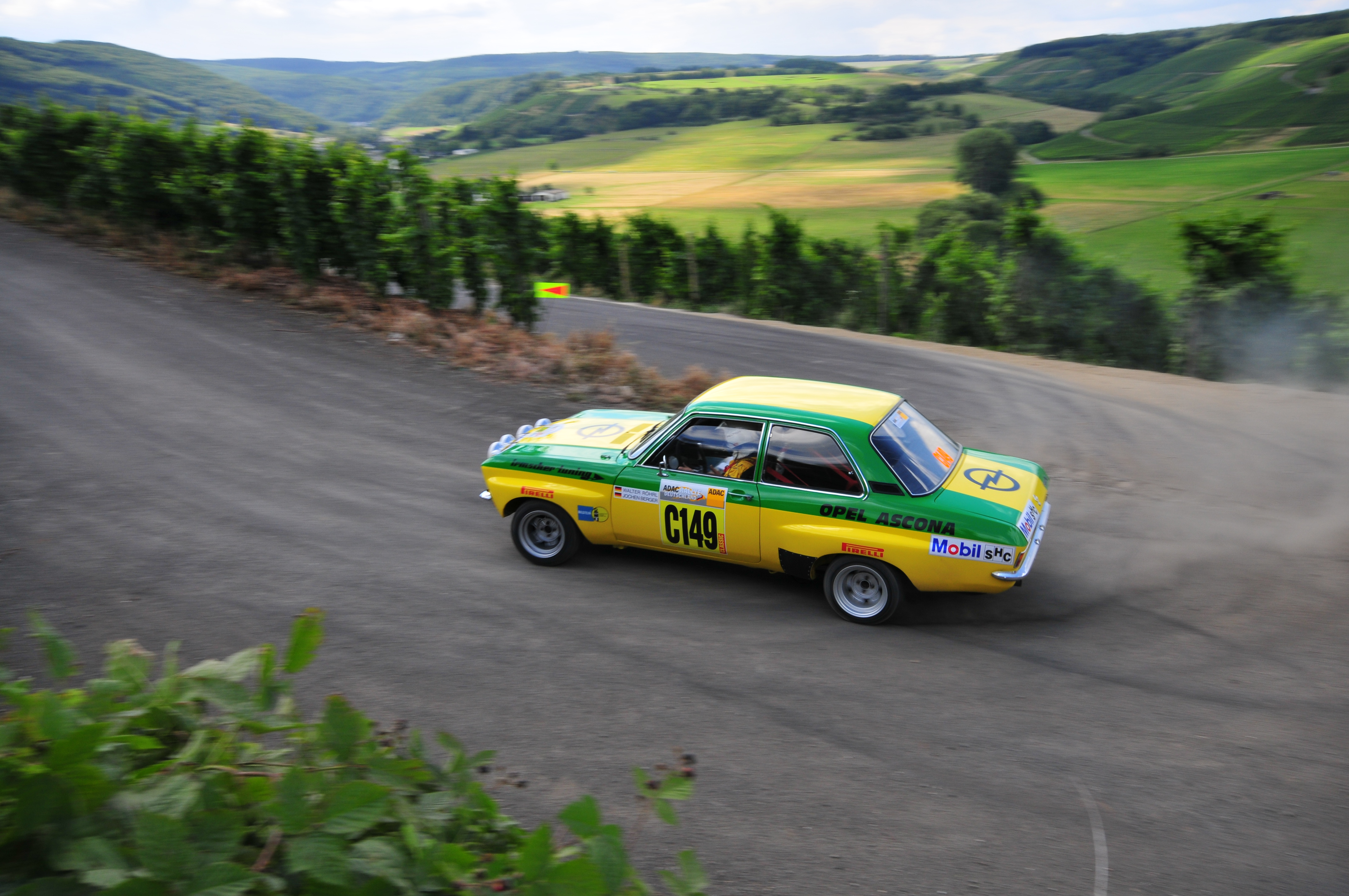
Jean-Louis Clarr remporte le groupe 2 sur une Opel Ascona (ici lors d'une course historique).

| Pos | no | Pilote             | Copilote                | Voiture            | Temps           | Écart         | Class. général        |
| --- | -- | ------------------ | ----------------------- | ------------------ | --------------- | ------------- | --------------------- |
| 1   | 16 | Jean-Louis Clarr   | Jean-François Fauchille | Opel Ascona        | 5 h 33 min 57 s |               | 7e à 44 min 47 s      |
| 2   | 12 | Jean-François Piot | Jacques Jaubert         | Renault 17 Gordini | 5 h 37 min 45 s | + 3 min 48 s  | 8e à 48 min 35 s      |
| 3   | 19 | Guy Fréquelin      | Jean Thimonier          | Alfa Romeo Alfetta | 6 h 09 min 57 s | + 36 min 00 s | 10e à 1 h 20 min 47 s |

#### Groupe 3
| Pos | no | Pilote         | Copilote     | Voiture           | Temps           | Écart             | Class. général        |
| --- | -- | -------------- | ------------ | ----------------- | --------------- | ----------------- | --------------------- |
| 1   | 65 | Michèle Mouton | Annie Arrii  | Alpine A110 1600S | 6 h 30 min 06 s |                   | 12e à 1 h 40 min 56 s |
| 2   | 58 | Michel Collomb | Sawas        | Porsche 911 S     | 7 h 12 min 24 s | + 42 min 18 s     | 14e à 2 h 23 min 14 s |
| 3   | 64 | Michel Bour    | Patrice Fine | Alpine A110 1600S | 9 h 30 min 59 s | + 3 h 00 min 53 s | 21e à 4 h 41 min 49 s |

#### Groupe 4
| Pos | no | Pilote              | Copilote        | Voiture           | Temps           | Écart         | Class. général   |
| --- | -- | ------------------- | --------------- | ----------------- | --------------- | ------------- | ---------------- |
| 1   | 2  | Jean-Claude Andruet | "Biche"         | Lancia Stratos HF | 4 h 49 min 10 s |               | Vainqueur absolu |
| 2   | 10 | Jean-Pierre Nicolas | Vincent Laverne | Alpine A110 1800  | 4 h 52 min 38 s | + 3 min 28 s  | 2e à 3 min 28 s  |
| 3   | 7  | Jean-Luc Thérier    | Michel Vial     | Alpine A310       | 5 h 12 min 09 s | + 22 min 59 s | 3e à 22 min 59 s |

### Équipages de tête
- ES1 à 7 :  Jean-Pierre Nicolas -  Vincent Laverne (Alpine A110 1800)
- ES8 à 14 :  Jean-Claude Andruet -  « Biche » (Lancia Stratos HF)

### Vainqueurs d'épreuves spéciales
- Jean-Claude Andruet -  « Biche » (Lancia Stratos HF) : 7 spéciales (ES 6 à 9, 11, 12, 14)
- Jean-Pierre Nicolas -  Vincent Laverne (Alpine A110 1800) : 5 spéciales (ES 1, 3, 5, 10, 13)
- Jean-Pierre Manzagol -  Jean-François Filippi (Alpine A110 1800) : 2 spéciales (ES 2, 4)

## Résultats des principaux engagés
| No  | Pilote                           | Copilote                | Voiture                | Groupe | Classement général                                           | Class. groupe |
| --- | -------------------------------- | ----------------------- | ---------------------- | ------ | ------------------------------------------------------------ | ------------- |
| 1   | Markku Alén                      | Ilkka Kivimäki          | Fiat 124 Abarth Spider | 4      | Exclu après l'arrivée (3 excès de vitesse sur route ouverte) | -             |
| 2   | Jean-Claude Andruet              | "Biche"                 | Lancia Stratos HF      | 4      | 1er                                                          | 1er           |
| 3   | Gérard Larrousse                 | Christian Delferrier    | Alpine A110 1800       | 4      | 5e à 27 min 37 s                                             | 5e            |
| 4   | Guy Chasseuil                    | Christian Baron         | Porsche Carrera        | 4      | ab. après 3e spéciale (retrait)                              | -             |
| 5   | Fulvio Bacchelli                 | Bruno Scabini           | Fiat 124 Abarth Spider | 4      | 6e à 37 min 17 s                                             | 6e            |
| 6   | Sandro Munari                    | Mario Mannucci          | Lancia Stratos HF      | 4      | ab. après 3e spéciale (moteur)                               | -             |
| 7   | Jean-Luc Thérier                 | Michel Vial             | Alpine A310            | 4      | 3e à 22 min 59 s                                             | 3e            |
| 8   | Bernard Darniche                 | Alain Mahé              | Fiat 124 Abarth Spider | 4      | ab. après 13e spéciale (différentiel)                        | -             |
| 9   | Amilcare Ballestrieri            | Mauro Mannini           | Lancia Stratos HF      | 4      | ab. dans 9e spéciale (touchette)                             | -             |
| 10  | Jean-Pierre Nicolas              | Vincent Laverne         | Alpine A110 1800       | 4      | 2e à 3 min 28 s                                              | 2e            |
| 11  | Raffaele Pinto                   | Arnaldo Bernacchini     | Fiat 124 Abarth Spider | 4      | ab. dans 3e spéciale (accident)                              | -             |
| 12  | Jean-François Piot               | Jacques Jaubert         | Renault 17 Gordini     | 2      | 8e à 48 min 35 s                                             | 2e            |
| 14  | Francis Serpaggi                 | Jean-Laurent Pinelli    | Alpine A110 1800       | 4      | ab. dans 1re spéciale (accident)                             | -             |
| 15  | Bernard Coëtmeur                 | Gautrie                 | Renault 12 Gordini     | 2      | ab. dans 2e spéciale (accident)                              | -             |
| 16  | Jean-Louis Clarr                 | Jean-François Fauchille | Opel Ascona            | 2      | 7e à 44 min 47 s                                             | 1er           |
| 17  | "Archy"                          | Ravaze                  | Opel Commodore GSE     | 2      | ab. dans 1re étape (accident)                                | -             |
| 18  | Gérard Dantan Merlin ("Gédéhem") | "Tintin"                | Porsche Carrera RS     | 3      | ab. dans 3e spéciale (accident)                              | -             |
| 19  | Guy Fréquelin                    | Jean Thimonier          | Alfa Romeo Alfetta     | 2      | 10e à 1 h 20 min 47 s                                        | 3e            |
| 20  | Claude Laurent                   | Jacques Marché          | Daf 66                 | 2      | 16e à 2 h 36 min 59 s                                        | 5e            |
| 21  | Giorgio Pianta                   | Francesco Rossetti      | Fiat 124 Abarth Spider | 4      | ab. dans 1re spéciale (perte d'une roue arrière)             | -             |
| 22  | Bernard Béguin                   | Jacques Delaval         | Alfa Romeo Alfetta     | 2      | ab. après 10e spéciale (différentiel)                        | -             |
| 23  | Mauro Pregliasco                 | Angelo Garzoglio        | Lancia Beta Coupé      | 4      | ab. dans 3e spéciale (accident)                              | -             |
| 24  | Jean-Pierre Manzagol             | Jean-François Filippi   | Alpine A110 1800       | 4      | 4e à 25 min 33 s                                             | 4e            |
| 25  | Jacques Henry                    | Maurice Gélin           | Alpine A110 1800       | 4      | ab. dans 1re spéciale (moteur)                               | -             |
| 26  | Claude Ballot-Léna               | Jean-Claude Morenas     | Alfa Romeo 2000 GTV    | 1      | ab. dans 1re spéciale (accident)                             | -             |
| 27  | Henry Greder                     | Richard Thomas          | Opel Commodore GSE     | 1      | ab. dans 3e spéciale (boîte de vitesses)                     | -             |
| 28  | Jean-Louis Barailler             | Joseph Pantalacci       | Opel Commodore GSE     | 1      | ab. après 13e spéciale (démarreur)                           | -             |
| 29  | Jean-Claude Lagniez              | Alain Raffestin         | Opel Commodore GSE     | 1      | ab. dans 13e spéciale (pompe à essence)                      | -             |
| 37  | Jean-Marie Soriano               | Robert Simonetti        | Alpine A110 1800       | 4      | 9e à 1 h 19 min 28 s                                         | 7e            |
| 43  | Pierre-Louis Moreau              | Patrice Baron           | Alpine A110 1800       | 4      | 11e à 1 h 40 min 31 s                                        | 9e            |
| 65  | Michèle Mouton                   | Annie Arrii             | Alpine A110 1600S      | 3      | 12e à 1 h 40 min 56 s                                        | 1er           |
| 118 | Antoine Paccini                  | Antoine Canarelli       | Opel Ascona            | 1      | 18e à 4 h 20 min 09 s                                        | 1er           |

## Classement final du championnat du monde
- attribution des points : 20, 15, 12, 10, 8, 6, 4, 3, 2, 1 respectivement aux dix premières marques de chaque épreuve (sans cumul, seule la voiture la mieux classée de chaque constructeur marque des points)
- seuls les six meilleurs résultats (sur huit épreuves) sont retenus pour le décompte final des points[7].

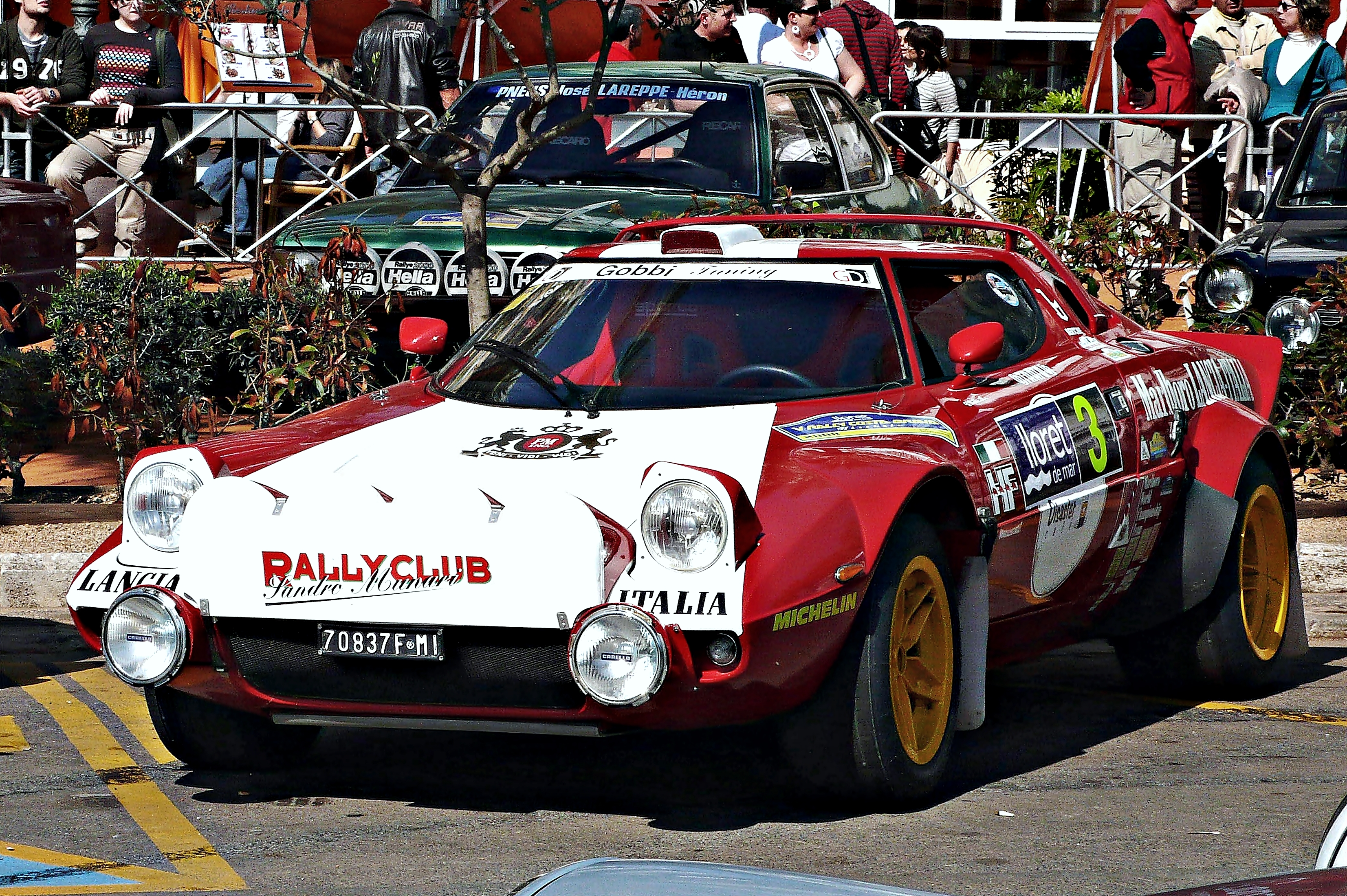
Troisième victoire cette saison pour la Stratos (ici lors d'une course historique) qui donne à Lancia le titre mondial des constructeurs.

| Pos. | Marque         | Points | POR | SAF | FIN | SAN | RID | PRE | RAC | COR |
| ---- | -------------- | ------ | --- | --- | --- | --- | --- | --- | --- | --- |
| 1    | Lancia         | 94     | -   | 12  | -   | 20  | 20  | 10  | 12  | 20  |
| 2    | Fiat           | 69     | 20  | 1   | 12  | 15  | -   | 15  | -   | 6   |
| 3    | Ford           | 54     | 2   | 2   | 20  | -   | 10  | -   | 20  | -   |
| 4    | Toyota         | 32     | 10  | -   | -   | -   | 12  | -   | 10  | -   |
| 5    | Alpine-Renault | 29     | 6   | -   | -   | -   | -   | 8   | -   | 15  |
| 6    | Datsun         | 28     | 8   | 10  | -   | -   | 8   | -   | 2   | -   |
| 7    | Porsche        | 27     | -   | 15  | -   | 8   | -   | 4   | -   | -   |
| 7=   | Opel           | 27     | -   | -   | 3   | 12  | -   | -   | 8   | 4   |
| 9    | Saab           | 25     | -   | -   | 10  | -   | -   | -   | 15  | -   |
| 10   | Renault        | 23     | -   | -   | -   | -   | -   | 20  | -   | 3   |
| 11   | Mitsubishi     | 20     | -   | 20  | -   | -   | -   | -   | -   | -   |
| 12   | Volvo          | 7      | -   | -   | -   | -   | -   | 1   | 6   | -   |
| 13   | BMW            | 4      | 4   | -   | -   | -   | -   | -   | -   | -   |
| 13=  | Peugeot        | 4      | -   | 4   | -   | -   | -   | -   | -   | -   |
| 15   | Citroën        | 3      | 3   | -   | -   | -   | -   | -   | -   | -   |
| 16   | Alfa Romeo     | 1      | -   | -   | -   | -   | -   | -   | -   | 1   |